# Andrea Battistoni
Andrea Battistoni (Verona, 2 luglio 1987) è un compositore, violoncellista e direttore d'orchestra italiano.

## Biografia
Studia al Conservatorio "E.F. dell'Abaco" di Verona, dove si diploma nel 2006. Successivamente si perfeziona con Ennio Nicotra in Russia, con Gabriele Ferro presso la Scuola di Musica di Fiesole, con Gianandrea Noseda all'Accademia Musicale di Stresa; è stato, inoltre, assistente di Piercarlo Orizio.
Nel giugno 2008 debutta al Festival Internazionale "A. B. Michelangeli" di Brescia e Bergamo, mentre nell'ottobre dello stesso anno ha luogo il suo debutto operistico con La bohème di Puccini presso il Teatro di Basilea.
Nello stesso anno esce per Rizzoli il suo primo libro: "Non è musica per vecchi".
È stato ideatore del progetto di divulgazione musicale "Andrea Battistoni & The B-Side Trio".
Il 3 ottobre 2016 Andrea Battistoni diventa il nuovo direttore della  Tokyo Philharmonic Orchestra
Il 29 novembre 2024 Andrea Battistoni è stato nominato Direttore dell'Orchestra Teatro Regio Torino e Direttore musicale del Teatro Regio di Torino, con mandato effettivo dal 1 gennaio 2025.
Ad agosto 2024 Andrea Battistoni ottiene la nomina di Music Director di Opera Australia.

## Composizioni

### Teatro
- Diotima e la suonatrice di flauto, atto tragico su libretto di Ida Travi, 2011.
- Gents (ossia, del nonsense dell'amore), commedia musicale in due atti da William Shakespeare, libretto di Marco Ongaro, orchestrazione di Peter Bajetta e dell'autore, 2012.

### Orchestra
- The Shaman per flauto, archi e percussioni, 2012.
- Gents Ouverture per orchestra, 2012
- Il diavolo innamorato (Le diable amoreux), Fantasia per orchestra dal romanzo di Jacques Cazotte, 2014.
- Tarot Symphony per orchestra 2014.
- Grand Guignol. Grotesque-Burlesque per fagotto e orchestra, 2019.

### Concerti
- Concertino per violoncello e orchestra, 2013.
- Concentus Veroniensis n.1 per flauto, violino, tastiera, percussioni e archi, 2014.
- "Concentus Veroniensis n.2 - Winter's Tale" per violino, tastiera, archi e basso elettrico, 2016.

### Ensemble
- Panofsky Klezmer Fantasia for ensemble, 2011.
- TÃ Frammenti per voce recitante, mezzosoprano e quattro musicisti, Testi di Ida Travi, 2014.
- Il Bestiario di Ginevra Divertimento fantastico per voce recitante ed ensemble , testo di Marco Ongaro, 2014.

### Musica da Camera
- "Merry Gentlemen" Variations Trio-Fantasia on a Christmas Carol for flute, cello and piano, 2012.
- Eterno ritorno Due Ciaccone per flauto e pianoforte, 2013.
- Trio della Notte, dell'Abisso e del Desiderio per violino, violoncello e pianoforte, 2014.
- Petite Valse en Genève pour clarinette et piano, 2015

### Strumento Solo
- Her madnesspiano variations on "La Follia", 2014.

## Pubblicazioni

### Libri
- Non è Musica per vecchi, Milano, Rizzoli, 2012.

### Discografia
- Verdi, Rossini, Puccini, Mascagni : Orchestra e Coro del Teatro Carlo Felice
- Gustav Mahler: Symphony n.1 "Titan" Tokyo Philharmonic Orchestra, Andrea Battistoni conductor
- Ottorino Respighi: Fontane di Roma - Pini di Roma - Feste Romane | Tokyo Philharmonic Orchestra
- "Giacomo Puccini: Turandot | Tokyo Philharmonic Orchestra con Tiziana Caruso, Carlo Ventre e Rie Hamada"

### DVD
- G.Verdi: Attila, Orchestra e Coro del Teatro Regio di Parma, Teatro Verdi di Busseto, 2010
- G.Verdi: Falstaff, Orchestra e Coro del Teatro Regio di Parma, Teatro Farnese di Parma, 2011
- G.Rossini: Il barbiere di Siviglia, Orchestra e Coro del Teatro Regio di Parma, Teatro Regio di Parma 2011
- G.Verdi: Stiffelio, Orchestra e Coro del Teatro Regio di Parma, Teatro Verdi di Busseto, 2012
- V. Bellini: Norma, Orchestra e coro del Teatro Carlo Felice, Genova 2018